# Смелине
Смели́не (лит. Smėlynė) — деревня в  Зарасайском районе Литвы, у дороги Утена — Даугавпилс, на границе с Латвией. Существует пост пограничного контроля. К северу от деревни находится озеро Лауцешу, протекает река Лаукяса (она пересекает границу с Латвией).

## История
22 мая 1991 года деревня Смелине (пограничная станция) была атакована советским ОМОНом.